# 1991년 롯데 자이언츠 시즌
1991년 롯데 자이언츠 시즌은 롯데 자이언츠가 KBO 리그에 참가한 10번째 시즌이다. 강병철 감독이 팀을 이끈 2번째 임기의 첫 시즌이며, 팀은 8팀 중 정규시즌 4위에 오르며 7년 만에 포스트시즌에 진출했다. 그러나 쓸만한 마무리투수의 부재와 3유간의 취약점 탓인지 준플레이오프에서 삼성 라이온즈에 1승 1무 2패로 지며 탈락했다.
한편, 강병철 감독이 최동원을 코치로 영입할 계획이었으나 최동원의 아버지가 선수생활을 더 하고 싶다며 고집해 무산됐고 걸프전쟁 때문에 해외 훈련을 취소하는 대신 사직구장 - 부산상고(현재 개성고) 구장에서 훈련했으며 신인급 유망투수 8명과 포수 2명을 2월 4일부터 2주 동안 일본 롯데 오리온즈 2군 캠프에 참가시켰고 담신민 전 대만 국가대표 투수를 2월 24일부터 7일 동안 투수 인스트럭터로 초빙했다.

## 타이틀
- 한일 슈퍼게임 국가대표 : 강병철(코치), 윤학길, 박동희, 김민호, 박정태, 장효조
- KBO 골든글러브 : 박정태 (2루수)
- 미스터올스타 : 김응국
- 올스타 선발 : 박동희 (투수), 김응국 (외야수), 전준호 (외야수), 장효조 (지명타자)
- 올스타전 추천선수 : 윤학길, 박정태
- 컴투스프로야구 아빠와 아들 라인업 : 김종석 (선발투수)
- 2루타 : 박정태 (29)
- 고의4구 : 김응국 (13)
- 희생플라이 : 박정태 (9)
- 출루율 : 장효조 (0.452)

### 퓨처스리그
- 남부리그 출루율: 이재성 (0.439)
- 남부리그 3루타: 임경택 (5)
- 4사구: 이재성 (25)

## 선수단
- 선발투수 : 박동희, 윤학길, 김태형, 김청수, 김종석, 강현철, 김시진
- 구원투수 : 이지환, 안창완, 김태석, 윤동배, 서호진, 이상구
- 마무리투수 : 박동수, 서정용, 전용권, 김도형, 노상수
- 포수 : 한문연, 전봉석, 전종화, 김선일, 안명호
- 1루수 : 김민호, 유충돌, 박상국
- 2루수 : 박정태, 손길호
- 유격수 : 공필성, 김민재, 박영태, 이동채
- 3루수 : 오대석, 한영준, 박태호
- 좌익수 : 김응국, 최계영, 김상우
- 중견수 : 전준호, 김종헌
- 우익수 : 이종운, 조성옥
- 지명타자 : 장효조, 유두열, 김병수,  김성철, 임경택, 현남수, 이재성

## 여담
- 김태형은 4월 24일 OB 베어스와의 경기에 선발 등판하여 데뷔전을 치렀는데, 여기서 9이닝 1실점으로 완투승을 거둠과 동시에 무려 135구를 던져 KBO 리그 역대 고졸 신인 데뷔전 최다 투구 기록을 세웠다.
- 장효조는 8월 15일 LG 트윈스와의 경기에서 KBO 리그 역대 최초로 단일 시즌 두 자릿수 3루타를 달성했다.
- 김태형은 이 시즌까지 통산 보크 3개로 KBO 리그 역대 10대 투수 최다 기록을 세웠다.
- 김태형은 이 시즌 KBO 리그 역대 10대 투수 중 처음으로 규정 이닝을 채웠다.
- 김응국은 이 시즌 KBO 리그 역대 단일 시즌 태평양 돌핀스 상대 최다 고의4구(6) 기록을 세웠다.
- 준플레이오프 3차전이 무승부로 끝남에 따라[9] 예정에 없던 4차전이 진행되었는데, 준플레이오프가 3전 2선승제였던 시즌 중 4차전을 치른 경우는 이 시즌이 유일하다.
- 김시진은 준플레이오프 4차전에 선발 등판하여 KBO 포스트시즌 사상 최초로 통산 10경기 선발등판 투수가 되었다.